# Línea 535 (Interurbanos Madrid)
La línea 535 de la red de autobuses interurbanos de Madrid une la estación de Alcorcón Central con la urbanización Calypo Fado. 

## Características
Esta línea une Alcorcón, Móstoles y Navalcarnero con la urbanización Calypo Fado en aproximadamente 40 minutos.  
A pesar de ser una línea de titularidad estatal perteneciente al Ministerio de Transportes, gracias a un acuerdo entre el Consorcio Regional de Transportes de Madrid y la Junta de Comunidades de Castilla-La Mancha, es posible el uso del abono transporte correspondiente a la corona tarifaria E1 entre ambas comunidades, abarcando así la totalidad de la línea.  
Siguiendo la numeración de líneas del CRTM, las líneas que circulan por el corredor 5 son aquellas que dan servicio a los municipios situados en torno a la A-5 y comienzan con un 5.  
La línea mantiene los mismos horarios todo el año (exceptuando las vísperas de festivo y festivos de Navidad).  
Está operada por la empresa CEVESA mediante concesión administrativa dependiente de la Administración General del Estado.

## Horarios
| Lunes a viernes laborables              |                        |                        |                        |                        |                        |                        |                        |
| Alcorcón > Calypo Fado                  | Alcorcón > Calypo Fado | Alcorcón > Calypo Fado | Alcorcón > Calypo Fado | Calypo Fado > Alcorcón | Calypo Fado > Alcorcón | Calypo Fado > Alcorcón | Calypo Fado > Alcorcón |
| Alcorcón                                | Móstoles               | Navalcarnero           | Calypo Fado            | Calypo Fado            | Navalcarnero           | Móstoles               | Alcorcón               |
| 07:00                                   | 07:15                  | 07:30                  | 07:40                  | 06:15                  | 06:25                  | 06:40                  | 06:55                  |
| 07:30                                   | 07:45                  | 08:00                  | 08:10                  | 07:45                  | 07:55                  | 08:10                  | 08:25                  |
| 09:00                                   | 09:15                  | 09:30                  | 09:40                  | 08:15                  | 08:25                  | 08:40                  | 08:55                  |
| 09:30                                   | 09:45                  | 10:00                  | 10:10                  | 09:45                  | 09:55                  | 10:10                  | 10:25                  |
| 11:00                                   | 11:15                  | 11:30                  | 11:40                  | 10:15                  | 10:25                  | 10:40                  | 10:55                  |
| 11:30                                   | 11:45                  | 12:00                  | 12:10                  | 11:45                  | 11:55                  | 12:10                  | 12:25                  |
| 13:00                                   | 13:15                  | 13:30                  | 13:40                  | 12:15                  | 12:25                  | 12:40                  | 12:55                  |
| 13:30                                   | 13:45                  | 14:00                  | 14:10                  | 13:45                  | 13:55                  | 14:10                  | 14:25                  |
| 15:00                                   | 15:15                  | 15:30                  | 15:40                  | 14:15                  | 14:25                  | 14:40                  | 14:55                  |
| 15:30                                   | 15:45                  | 16:00                  | 16:10                  | 15:45                  | 15:55                  | 16:10                  | 16:25                  |
| 17:00                                   | 17:15                  | 17:30                  | 17:40                  | 16:15                  | 16:25                  | 16:40                  | 16:55                  |
| 17:30                                   | 17:45                  | 18:00                  | 18:10                  | 17:45                  | 17:55                  | 18:10                  | 18:25                  |
| 19:00                                   | 19:15                  | 19:30                  | 19:40                  | 18:15                  | 18:25                  | 18:40                  | 18:55                  |
| 19:30                                   | 19:45                  | 20:00                  | 20:10                  | 19:45                  | 19:55                  | 20:10                  | 20:25                  |
| 21:00                                   | 21:15                  | 21:30                  | 21:40                  | 20:15                  | 20:25                  | 20:40                  | 20:55                  |
| 21:30                                   | 21:45                  | 22:00                  | 22:10                  | 21:45                  | 21:55                  | 22:10                  | 22:25                  |
| Sábados laborables, domingos y festivos |                        |                        |                        |                        |                        |                        |                        |
| Alcorcón > Calypo Fado                  | Alcorcón > Calypo Fado | Alcorcón > Calypo Fado | Alcorcón > Calypo Fado | Calypo Fado > Alcorcón | Calypo Fado > Alcorcón | Calypo Fado > Alcorcón | Calypo Fado > Alcorcón |
| Alcorcón                                | Móstoles               | Navalcarnero           | Calypo Fado            | Calypo Fado            | Navalcarnero           | Móstoles               | Alcorcón               |
| 08:15                                   | 08:30                  | 08:45                  | 08:55                  | 07:00                  | 07:10                  | 07:25                  | 07:40                  |
| 10:15                                   | 10:30                  | 10:45                  | 10:55                  | 09:00                  | 09:10                  | 09:25                  | 09:40                  |
| 12:15                                   | 12:30                  | 12:45                  | 12:55                  | 11:00                  | 11:10                  | 11:25                  | 11:40                  |
| 14:15                                   | 14:30                  | 14:45                  | 14:55                  | 13:00                  | 13:10                  | 13:25                  | 13:40                  |
| 16:15                                   | 16:30                  | 16:45                  | 16:55                  | 15:00                  | 15:10                  | 15:25                  | 15:40                  |
| 18:15                                   | 18:30                  | 18:45                  | 18:55                  | 17:00                  | 17:10                  | 17:25                  | 17:40                  |
| 20:15                                   | 20:30                  | 20:45                  | 20:55                  | 19:00                  | 19:10                  | 19:25                  | 19:40                  |
| 22:15                                   | 22:30                  | 22:45                  | 22:55                  | 21:00                  | 21:10                  | 21:25                  | 21:40                  |

## Recorrido y paradas
NOTA: Las paradas sombreadas en marrón se realizan en sentido Urbanización Calypo Fado, mientras que las sombreadas en azul se realizan en sentido Madrid. El resto de paradas son comunes para ambos sentidos, al tener circuito neutralizado.
| Código | Parada                                 | Común con                                              | Conexiones con Metro y Cercanías | Municipio             | Zona |
| ------ | -------------------------------------- | ------------------------------------------------------ | -------------------------------- | --------------------- | ---- |
| 11772  | Berlín - Est. Alcorcón Central         | 510 510B 516 517 520 1 2 3                             | Alcorcón Central                 | Alcorcón              |      |
| 11926  | Berlín - Hospital Fundación Alcorcón   | 510 520                                                |                                  | Alcorcón              |      |
| 08434  | Av. Móstoles - Vivero                  | 520                                                    |                                  | Alcorcón              |      |
| 17099  | Av. Portugal - Est. Móstoles Central   | 529 529A 529H 531 531A                                 | Móstoles Central                 | Móstoles              |      |
| 08902  | Av. Portugal - Granada                 | 519 5                                                  |                                  | Móstoles              |      |
| 08988  | Av. Portugal - Av. Dos de Mayo         | 498 498A 499 524 526 529 529A 529H 531 531A 5          |                                  | Móstoles              |      |
| 08974  | Av. Portugal - Pol. Ind. Las Monjas    | 529 529A 529H 531 531A 5                               |                                  | Móstoles              |      |
| 08976  | Av. Portugal - Concesionario           | 498 498A 499 529 529A 529H 531 531A 5                  |                                  | Móstoles              |      |
| 08638  | Ctra. A5 - C.C. Madrid Xanadú          | 528 529 529A 529H 531 531A 538 539 541 545 546 547 548 |                                  | Móstoles              |      |
| 11970  | Dehesa de Mari Martí - P.º Alparrache  |                                                        |                                  | Navalcarnero          |      |
| 11683  | Ronda de San Juan - Río Tajo           | 528 529H 531 531A 538 1                                |                                  | Navalcarnero          |      |
| 08965  | Ronda de San Juan - P.º de la Estación | 528 529H 531A 1                                        |                                  | Navalcarnero          |      |
| 08964  | Buenavista - Pijorro                   | 528 529H 530 531A 1                                    |                                  | Navalcarnero          |      |
| 08958  | Av. Castilla - Parque San Sebastián    | 528 529H 541 545 546 547 548                           |                                  | Navalcarnero          |      |
| 11551  | Ctra. Navacerrada - Urb. Los Manzanos  | 528 529H 541 545 546 547 548                           |                                  | Navalcarnero          |      |
| 17609  | Urb. Calypo Fado - Av. Barcelona       |                                                        |                                  | Navalcarnero          |      |
| 99925  | Urb. Calypo Fado - Av. Madrid          |                                                        |                                  | Casarrubios del Monte |      |
| 99924  | Urb. Calypo Fado - Av. Madrid Nº284    |                                                        |                                  | Casarrubios del Monte |      |
| 99917  | Urb. Calypo Fado - Av. Madrid Nº398    |                                                        |                                  | Casarrubios del Monte |      |
| 99918  | Urb. Calypo Fado - Lugo                |                                                        |                                  | Casarrubios del Monte |      |
| 99922  | Urb. Calypo Fado - Almería             |                                                        |                                  | Casarrubios del Monte |      |
| 99921  | Urb. Calypo Fado - Zaragoza            |                                                        |                                  | Casarrubios del Monte |      |
| 99923  | Urb. Calypo Fado - Toledo              |                                                        |                                  | Casarrubios del Monte |      |
| 15043  | Ctra. Navacerrada - Urb. Los Manzanos  | 541 545 546 547 548                                    |                                  | Navalcarnero          |      |
| 08957  | Cuesta del Águila - Jacinto González   | 528 529H 531A 541 545 546 547 548                      |                                  | Navalcarnero          |      |
| 08963  | Buenavista - Ayuntamiento              | 528 529H 530 531A 1                                    |                                  | Navalcarnero          |      |
| 08966  | Ronda de San Juan - Buenavista         | 528 529H 531 531A 538 1                                |                                  | Navalcarnero          |      |
| 11684  | Ronda de San Juan - Río Tajo           | 528 529H 531 531A 538 1                                |                                  | Navalcarnero          |      |
| 11971  | Dehesa de Mari Martí - P.º Alparrache  |                                                        |                                  | Navalcarnero          |      |
| 08639  | Ctra. A5 - C.C. Madrid Xanadú          | 528 529 529A 529H 531 531A 538 539 541 545 546 547 548 |                                  | Móstoles              |      |
| 08977  | Av. Portugal - Concesionario           | 498 498A 499 529 529A 529H 531 531A 5                  |                                  | Móstoles              |      |
| 08975  | Av. Portugal - Pol. Ind. Las Monjas    | 529 529A 529H 531 531A 5                               |                                  | Móstoles              |      |
| 18532  | Av. Portugal - Rio Duero               | 498 498A 499 519 522 524 526 529 529A 529H 531 531A 5  |                                  | Móstoles              |      |
| 08606  | Av. Portugal - Juan de Ocaña           | 498A 499 529 529A 529H 531 531A 5                      |                                  | Móstoles              |      |
| 19275  | Av. Portugal - Est. Móstoles Central   | 498A 499 529 529A 529H 531 531A 5                      | Móstoles Central                 | Móstoles              |      |
| 08436  | Av. Móstoles - Concesionario           | 520                                                    |                                  | Alcorcón              |      |
| 11925  | Berlín - Hospital Fundación Alcorcón   | 520                                                    |                                  | Alcorcón              |      |
| 11773  | Berlín - Est. Alcorcón Central         | 510 510B 516 517 520 1 2 3                             | Alcorcón Central                 | Alcorcón              |      |